# Râul Budieni
Râul Budieni este un curs de apă, afluent al râului Zlast. 